# Shikoku Railway Company

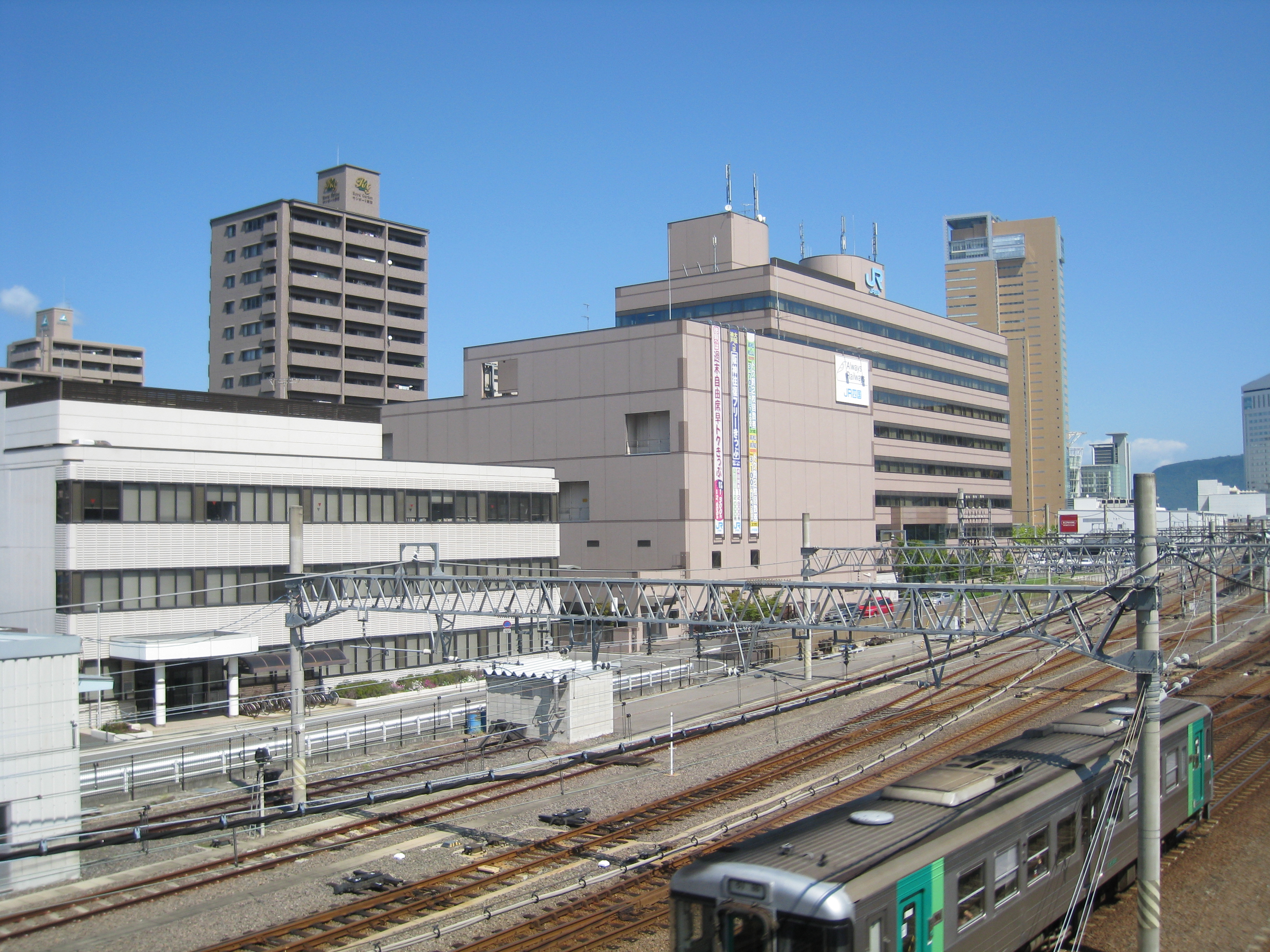
Штаб JR Shikoku в Такамацу

Зона ответственности JR Shikoku показана голубой

Shikoku Railway Company (яп. 四国旅客鉄道株式会社 Сикоку Рёкаку Тэцудо Кабусики-гайся), также называемое как JR Shikoku (яп. JR四国 Джэйару Сикоку), одна из компаний группы Japan Railways Group (JR Group), и работает на Сикоку.

## История
JR Kyushu была создана как акционерное общество (кабусики-гайся) 1 апреля 1987 года по плану разделения государственной компании Japanese National Railways. Первоначально это было подразделение, принадлежащее JNR Settlement Corporation, специальной компании, созданной для перераспределения активов бывшей JNR между новыми компаниями JR.

## Линии

### Городские линии
- Линия Сето-Охаси
- Линия Ёсан
- Линия Досан